# Knodishall
Knodishall är en by och en civil parish i distriktet East Suffolk, Suffolk, England. Parish har 790 invånare (2019).